# Kapelski Vrh (Kraljevec na Sutli)
 Kapelski Vrh  falu Horvátországban Krapina-Zagorje megyében. Közigazgatásilag Kraljevec na Sutlihoz tartozik.

## Fekvése
Zágrábtól 33 km-re északnyugatra, községközpontjától  1 km-re északkeletre a Zagorje területén, a Szutla völgyében, a megye délnyugati részén, a szlovén határ mellett fekszik.

## Története
A falunak 1857-ben 257, 1910-ben 346 lakosa volt. Trianonig Varasd vármegye Klanjeci járásához tartozott. 2001-ben 116 lakosa volt.

## Nevezetességei
Szent József tiszteletére szentelt temploma 1866-ban épült egy domb lapos fennsíkján. Alaprajza egy sekély bejárati rész, amely fölött a kórus emelkedik, egy boltszakaszból álló hajó, amelynek északi falához egy téglalap alakú sekrestye csatlakozik és egy sokszögletű, sekély apszis, amely templom szentélyét képezi. A külsőt egy nem túl magas harangtorony uralja, amely a bejárati homlokzat közepén található. A szentély területén található kápolnát az 1945-ben V. Marjanović által festett falfestmények díszítik. A szentélyben csak egy oltár található.